# Fort Boyard
Fort Boyard er et fort beliggende ud for Frankrigs kyst. Fortet blev færdigbygget i 1857. I Danmark er det mest kendt for at være stedet hvor man optager Fangerne på Fortet. 
Byggeriet af fortet blev første gang planlagt i 1666, men det var først under Napoleon I i 1801, at byggeriet rent faktisk påbegyndtes. Anledningen var at rækkevidden af datidens kanoner ikke var tilstrækkelig stor til at dække vandområdet mellem Aix og Oleron.
På grund af problemer med at få et stabilt underlag (stenblokkene sank ned i sandbunden) opgav man projektet i 1809. I 1837 begyndte man byggeriet igen under Louis Philippe, på grund af øgede spændinger mellem Frankrig og Storbritannien. Fortet blev færdigbygget i 1857.
Fort Boyard havde en bemanding på 250 personer. Det er 61 meter langt, 31 meter bredt og væggene er 20 meter høje. Da fortet endelig var færdigt viste det sig at være overflødigt, da kanonernes rækkevidden var blevet øget. Under Pariserkommunen i 1871 byggedes fortet om til et fængsel
45°59′59″N 1°12′50″V / 45.99972°N 1.21389°V